# Donald Lippincott
Donald Fithian „Don” Lippincott (ur. 16 listopada 1893 w Filadelfii, zm. 9 stycznia 1963 tamże) – amerykański lekkoatleta sprinter, dwukrotny medalista olimpijski ze Sztokholmu z 1912.
6 lipca 1912, podczas biegu eliminacyjnego na 100 metrów podczas igrzysk olimpijskich w Sztokholmie, ustanowił rekord świata czasem 10,6 s. Był to pierwszy rekord na tym dystansie uznany oficjalnie przez IAAF. W finale biegu na 100 m zdobył brązowy medal, przegrywając z Ralphem Craigiem i Alvahem Meyerem. Lippincott został również wicemistrzem olimpijskim w biegu na 200 metrów; ponownie pokonał go Craig.
W 1913 Lippincott został akademickim mistrzem Stanów Zjednoczonych w biegu na 220 jardów. Ustanowił wówczas rekord świata na tym dystansie (na bieżni prostej) wynikiem 21,2 s.
W 1915 ukończył studia na University of Pennsylvania. Podczas I wojny światowej służył w United States Navy. Po wojnie pracował jako makler papierów wartościowych, m.in. w Merrill Lynch.